# تپه گرگ دا
تپه گرگ دا مربوط به سده‌های متاخر دوران‌های تاریخی پس از اسلام است و در شهرستان گچساران، دهستان امامزاده جعفر، ۳ کیلومتری روستای تلخ آب شیرین، ۲ کیلومتری بالاتر از کارخانه سنگ‌شکن روانگرد واقع شده و این اثر در تاریخ ۱۸ شهریور ۱۳۸۷ با شمارهٔ ثبت ۲۳۲۲۹ به‌عنوان یکی از آثار ملی ایران به ثبت رسیده است.